# ناسیرا ترائوره
ناسیرا ترائوره (انگلیسی: Nassira Traoré؛ زادهٔ ۲۸ اکتبر ۱۹۸۸) بازیکن زن بسکتبال اهل مالی است.
وی در مسابقات کشوری و بین‌المللی در مجموع برندهٔ ۱ مدال نقره، ۲ مدال برنز شده‌است.